# روبیدیم سیانید
روبیدیم سیانید (فرمول شیمیایی : RbCN) نمک روبیدیم و هیدروژن سیانید است. این ماده یک جامد سفید رنگ است و به راحتی در آب حل می‌شود. بوی ایم ماده یادآور بادام تلخ است و از نظر ظاهری تا حدودی شبیه قند است. روبیدیم سیانید دارای خواص شیمیایی مانند پتاسیم سیانید و به همین ترتیب بسیار سمی است.

## تولید
روبیدیم سیانید را می‌توان از واکنش هیدروژن سیانید با روبیدیم هیدروکسید در الکل یا اتر به دست آورد:
HCN + RbOH → RbCN + H 2 O